# Umayya Abu-Hanna
Umayya Abu-Hanna (Haifa, Palestina, 1961) es una poetisa y filóloga de nacionalidad palestina y finesa. 
Estudió psicología y literatura, así como diseño de interiores. Se trasladó a Helsinki en 1981 en donde estudió ciencias de la comunicación. Se ha desempeñado profesionalmente como reportera de radio y televisión y dirige su propio programa de radio en Radio suomi. Escribió el guion de la película finlandesa «Mi tierra natal» en 1993.